# 小行星6316
小行星6316（英語：6316）是一颗围绕太阳公转的小行星。1990年10月9日，罗伯特·H·麦克诺特在赛丁泉山发现了此天体。
这颗小行星的绝对星等为50.53976187923689等。